# Приобский
Приобский — посёлок в Новосибирском районе Новосибирской области России. Входит в состав Кудряшовского сельсовета.

## География
Площадь посёлка — 30 гектаров.

## Население
| 2002 | 2007 | 2010 |
| ---- | ---- | ---- |
| 810  | ↗943 | ↗963 |

## Инфраструктура
В посёлке по данным на 2007 год функционируют 1 учреждение здравоохранения и 1 учреждение образования.